# Обливская
Обли́вская — станица в Ростовской области.
Административный центр Обливского района и Обливского сельского поселения.

## История
Станица Обливская ведет своё начало от одноимённого хутора. В черновых набросках, собранных историком-краеведом X. И. Поповым, указано, что хутор Обливы при реке Чир начал заселяться казаками с 1744 года. В 1838 году в нём было 42 двора.
Первоначальная территория хутора была окружена рекой Чир и несколькими озёрами. Весной во время паводков территория хутора отгораживалась от суши водой, бывали случаи когда и сам хутор затапливался. В связи с этими событиями появилось и название хутора — Обливы. Территория хутора со временем изменилась и была перенесена на возвышенность.
По состоянию на 1879 год в станице было 80 дворов и избы. Среди хозяйства хутора было 49 плугов, 232 лошади, 197 волов. Более 1800 голов мелкого рогатого скота и больше 600 голов крупного рогатого скота. В 1860-х годах был построен Молитвенный дом. Работало приходское училище, в котором шло преподавание естествознания, рукоделия, точных наук, французского языка, немецкого языка. В училище проходили обучение дети крестьян, казаков, городского сословия. С 1881 года на территории хутора работала почтовая станция.
До революции станица Обливская и вся территория района входили во 2-й Донской округ, Чернышевский юрт области Войска Донского. Было в станице чуть более полутора тысяч населения. Преобладающая часть населения до 1917 года была неграмотной или малограмотной. Работали медицинский и ветеринарный врачи, имелось почтово-телеграфное отделение. Работала паровая мельница. Казаки и иногородние занимались главным образом хлебопашеством и ремеслом. Урожаи редко когда достигали 7 ц зерна с гектара, товарного хлеба производилось мало, его давали в основном хозяйства зажиточных казаков, которые держали батраков. Скот и овец гоняли на продажу в Царицын и Урюпинск.
Вторая мировая война
В годы Великой Отечественной войны в окрестностях станицы проходили упорные бои между 11-й танковой дивизией вермахта и силами 5-й танковой армии РККА. Станица была освобождена от немецких войск 31 декабря 1942 года. Освобождение проходило силами 1 гв.омсбр (1-я гвардейская отдельная мотострелковая бригада) и 40 гв.сд (40-я гвардейская стрелковая дивизия).
После войны
После Великой Отечественной войны станица активно развивалась.
Обливская по сей день хранит традиции казачьей культуры.
С 2014 года в станице празднуется День Обливского арбуза.

## Население
| 1959 | 1970  | 1979  | 1989  | 2002  | 2010  |
| ---- | ----- | ----- | ----- | ----- | ----- |
| 5803 | ↗7995 | ↗8441 | ↗9608 | ↘9543 | ↗9908 |

## Экономика
На территории станицы находится грузо-пассажирская железнодорожная станция Обливская Приволжской железной дороги. Код станции — 61490. На станции ранее осуществлялась продажа пассажирских билетов, приём и выдача багажа, приём и выдача контейнеров. В здании станции располагались кассы и зал ожидания. Однако в настоящий момент зал ожидания и кассы больше не работают.
В станице Обливской существовал крупный зерносовхоз, который 01.02.1970 года был переименован в овцесовхоз «Обливский» Обливского района Ростовской области. После распада СССР овцесовхоз «Обливский» был реорганизованным в совхоз «Обливский» (11.12.1992), затем — в СПК «Совхоз Обливский» (25.01.2005) и ОАО «Обливский» (05.02.2008).

## Достопримечательности
- Обливский краеведческий музей, располагающийся в старинном доме купца Дементьева.
- Церковь Никольская — памятник архитектуры XIX века. Расположен в станице Обливской по улице Ленина, 70А. Местная категория охраны в соответствии с Решением Малого Совета облсовета № 301 от 18 ноября 1992 года[10].
- Дом купца Тишкова — памятник архитектуры XIX века с местной категорией охраны. Охраняется согласно Решению Малого Совета облсовета № 301 от 18 ноября 1992 года[11].

## Известные люди
В станице жил и умер Синьков Сергей Михайлович — Герой Советского Союза.